# Balaklub - What Up
Balaklub - What Up è un singolo della rapper italiana Anna, pubblicato il 18 novembre 2021.

## Video musicale
Il video del brano è stato reso disponibile su YouTube il 19 novembre 2021. 

## Tracce
Testi di Anna Pepe e Nicolò Pucciarmati, musiche di Young Miles.
1. Balaklub - What Up – 2:15